# Campionat fluminense
El Campionat Fluminense fou el campionat estatal de futbol de l'Estat de Rio de Janeiro quan l'actual estat de Rio de Janeiro estava dividit en dos, Rio de Janeiro i l'estat de Guanabara.
El primer Campionat Fluminense es va disputar el 1915, just després de la fundació de la LSF (Liga Sportiva Fluminense, la primera associació estatal de futbol). El 1917 es creà la AFDT (Associação Fluminense de Desportos Terrestres), però un any més tard la LSF esdevingué representant oficial de l'estat de Rio davant l'aleshores Confederació Esportiva Brasilera, assolint la supremacia i la posterior desaparició de l'AFDT.
L'any 1925 alguns clubs es separaren de l'associació i crearen la AFEA (Associação Fluminense de Esportes Athleticos). L'any 1926 la LSF canvià la seva denominació per FDF (Federação Fluminense de Desportos). Després de tres edicions del campionat AFEA diversos clubs es van queixar dels elevats costos dels viatges interurbans. Els membres van decidir llavors substituir els clubs per seleccions municipals en l'edició de 1928, essent la selecció campiona el representant i el campió era el que representava l'estat, per als casos en què l'AFEA necessités indicar un club que la representés.
L'any 1933 es creà la FFE (Federação Fluminense de Esportes), la qual es fusionà amb l'AFEA l'any 1941 per formar la FFD (Federação Fluminense de Desportos). Aquesta va substituir els equips municipals per clubs esportius, però en 1946 els clubs van ser substituïts de nou per equips municipals. El 1946 es tornà a jugar amb seleccions municipals.
L'any 1951 la FFD creà el departament professional de futbol (DEP). A partir de 1959 el campions estatals començaren a obtenir plaça per la  Taça Brasil i el Campionat Brasiler.
L'any 1975 els estats de  Guanabara i Rio de Janeiro es van fusionar en un sol estat, però les federacions de futbol van continuar separades fins 1978, any en què es disputà el darrer Campionat Fluminense de la història.

## Campions
Font:
| Temporada        | Lliga         | Campió                                     |
| Era amateur      | Era amateur   | Era amateur                                |
| ---------------- | ------------- | ------------------------------------------ |
| 1915             | LSF           | Ararigboya (Niterói)                       |
| 1916             | LSF           | Parnahyba (Niterói)                        |
| 1917             | LSF           | Odeon (Niterói)                            |
| 1917             | AFDT          | Byron FC (Niterói)                         |
| 1918             | LSF           | Nictheroyense FC (Niterói)                 |
| 1918             | AFDT          | no finalitzat                              |
| 1919             | LSF           | Fluminense AC (Niterói)                    |
| 1920             | LSF           | Fluminense AC (Niterói)                    |
| 1921             | LSF           | Barreto FC (Niterói)                       |
| 1922             | LSF           | Byron FC (Niterói)                         |
| 1923             | LSF           | Barreto FC (Niterói)                       |
| 1924             | LSF           | Byron FC (Niterói)                         |
| 1924             | LSF-extra     | Byron FC (Niterói)                         |
| 1925             | LSF           | Byron FC (Niterói)                         |
| 1925             | AFEA          | Serrano FC (Petrópolis)                    |
| 1926             | AFEA          | SC Elite (Niterói)                         |
| 1927             | AFEA          | GR Gragoatá (Niterói)                      |
| 1928             | AFEA          | Niterói XI                                 |
| 1928             | AFEA          | Niterói XI                                 |
| 1930             | AFEA          | Niterói XI                                 |
| 1931             | AFEA          | Niterói XI                                 |
| 1932             | no es disputà | no es disputà                              |
| 1933             | no es disputà | no es disputà                              |
| 1934             | AFEA          | Barra do Piraí XI                          |
| 1935             | AFEA          | Niterói XI                                 |
| 1936             | AFEA          | Campos dos Goytacazes XI                   |
| 1937             | no es disputà | no es disputà                              |
| 1938             | AFEA          | Niterói XI                                 |
| 1939             | AFEA          | Campos dos Goytacazes XI                   |
| 1940             | AFEA          | Campos dos Goytacazes XI Nova Friburgo XI  |
| 1941             | FFD           | Icaraí FC (Niterói)                        |
| 1942             | FFD           | Royal SC (Barra do Piraí)                  |
| 1943             | FFD           | Icaraí FC (Niterói)                        |
| 1944             | FFD           | Petropolitano FC (Petrópolis)              |
| 1945             | FFD           | Serrano FC (Petrópolis)                    |
| 1946             | no es disputà | no es disputà                              |
| 1947             | FFD           | Campos dos Goytacazes XI                   |
| 1948             | FFD           | Petrópolis XI                              |
| 1949             | FFD           | Petrópolis XI                              |
| 1950             | FFD           | Barra do Piraí XI                          |
| 1951             | FFD           | Barra do Piraí XI                          |
| Era professional |               |                                            |
| 1952             | DEP           | Adrianino AC (Engenheiro Paulo de Frontin) |
| 1952             | DEP-extra     | Adrianino AC (Engenheiro Paulo de Frontin) |
| 1953             | DEP           | Barra Mansa FC (Barra Mansa)               |
| 1953             | DEP-sc        | Barra Mansa FC (Barra Mansa)               |
| 1954             | DEP           | Clube dos Coroados (Valença)               |
| 1955             | DEP           | Frigorífico AC (Mendes)                    |
| 1955             | DEP-sc        | Goytacaz FC (Campos)                       |
| 1956             | DDP           | no finalitzat                              |
| 1957             | DEP           | no finalitzat                              |
| 1958             | DEP           | Manufatora AC (Niterói)                    |
| 1959             | DEP           | Fonseca AC (Niterói)                       |
| 1960             | DEP           | Fonseca AC (Niterói)                       |
| 1961             | DEP           | CE Rio Branco (Campos)                     |
| 1962             | DEP           | Fonseca AC (Niterói)                       |
| 1963             | DEP           | Goytacaz FC (Campos)                       |
| 1964             | DEP           | Americano FC (Campos)                      |
| 1964             | DEP-extra     | AE Eletrovapo (Niterói)                    |
| 1965             | DEP           | Americano FC (Campos)                      |
| 1966             | DEP           | Goytacaz FC (Campos)                       |
| 1967             | DEP           | Goytacaz FC (Campos)                       |
| 1968             | DEP           | Americano FC (Campos)                      |
| 1969             | DEP           | Americano FC (Campos)                      |
| 1970             | DEP           | Central SC (Barra do Piraí)                |
| 1971             | DEP           | AA Barbará (Barra Mansa)                   |
| 1972             | DEP           | AA Barbará (Barra Mansa)                   |
| 1973             | DEP           | Cambaíba (Campos)                          |
| 1974             | DEP           | EC Sapucaia (Campos)                       |
| 1975             | DEP           | Americano FC (Campos)                      |
| 1976             | DEP           | Central SC (Barra do Piraí)                |
| 1977             | DEP           | Manufatora AC (Niterói)                    |
| 1978             | DEP           | Goytacaz FC (Campos)                       |

1. ↑  LSF - Liga Sportiva Fluminense.
2. ↑  AFDT - Associação Fluminense de Desportos Terrestre.
3. ↑  El campionat fluminense de l'AFDT de 1918 no va concloure a causa de la grip espanyola de 1918.
4. ↑  L'any 1924 es disputà una edició extra del Campeonato Fluminense de Futebol.
5. ↑   AFEA - Associação Fluminense de Esportes Athleticos.
6. ↑  Títol compartit.
7. ↑  FFD - Federação Fluminense de Desportos.
8. ↑  DEP - Departamento Estadual de Profissionais.
9. ↑  El 1952 es disputà una edició extra del Campeonato Fluminense de Futebol.
10. ↑  Supercampionat.
11. ↑  Supercampionat.
12. ↑  DDP - Divisão Departamental de Profissionais.
13. ↑  El campionat fluminense de 1956 no finalitzà. Central SC, Campos AA, Guaraní i Serrano FC no disputaren les finals per manca de dates.
14. ↑  Nacional FCB fou desqualificat a semifinals, però Adrianino i Goytacaz FC no disputaren la final a causa de diversos recursos.
15. ↑  A causa de la crisi de professionals a Niterói, la Zona Central, amb els equips de Niterói, no es va poder celebrar fins 1964. Com a resultat, el Campionat Fluminense de 1963 només el van jugar equips de Campos i el campió de la Zona Central, l'Associação Esportiva Eletrovapo, va competir a l'edició extra de 1964.
16. ↑  Campionat extra disputat per solucionar el problema de l'any anterior.
17. ↑  L'única zona professional celebrada aquesta temporada va ser la de Campos, per la qual cosa els resultats de la Taça Cidade de Campos també van comptar per al Campionat Fluminense. En conseqüència, el títol estatal va ser per a Cambaíba.

## Títols per equip
| Clubs - 5 Byron FC (Niterói) - 5 Americano FC (Campos) - 5 Goytacaz FC (Campos) - 3 Fonseca AC (Niterói) - 2 AA Barbará (Barra Mansa) - 2 Adrianino AC (Engenheiro Paulo de Frontin) - 2 Barra Mansa FC (Barra Mansa) - 2 Barreto FC (Niterói) - 2 Central SC (Barra do Piraí) - 2 Fluminense AC (Niterói) - 2 Icaraí FC (Niterói) - 2 Manufatora AC (Niterói) - 2 Serrano FC (Petrópolis) - 1 AE Eletrovapo (Niterói) - 1 Ararigboya (Niterói) - 1 Cambaíba (Campos) [q][8] - 1 CE Rio Branco (Campos) - 1 Clube dos Coroados (Valença) - 1 EC Sapucaia (Campos) - 1 Frigorífico AC (Mendes) - 1 GR Gragoatá (Niterói) [7] - 1 Nictheroyense FC (Niterói) - 1 Odeon (Niterói) - 1 Parnahyba (Niterói) - 1 Petropolitano FC (Petrópolis) - 1 Royal SC (Barra do Piraí) - 1 SC Elite (Niterói) | Seleccions municipals - 6 Niterói XI - 4 Campos dos Goytacazes XI - 3 Barra do Piraí XI - 2 Petrópolis XI - 1 Nova Friburgo XI |